# Congrès des notables
Le congrès des notables est un regroupement de mahorais réuni le 2 novembre 1958.
Alors que le centre de l'administration française avait toujours été situé à Dzaoudzi, une décision du 20 mai 1958, prise par le gouvernement du territoire présidé par Said Mohamed Cheikh, transfert le chef-lieu à Moroni (aujourd'hui capitale de l'union des Comores) à la Grande Comore. La population de Mayotte, qui voit perdre des emplois, proteste vigoureusement. Une centaine de « grands notables » décident de mener une action commune. En outre, le congrès va appeler à la départementalisation de Mayotte.

## Origine du nom du parti
Traditionnellement aux Comores (pays), seuls les « grands notables » peuvent prendre part aux débats publics. Les grands notables sont les hommes qui ont effectué le Grand mariage. Ils jouissent dans la société d'une notoriété très importante.

## Conséquences
Georges Nahouda, un créole, est l'un d'entre eux. Le parti politique Union de défense des intérêts de Mayotte est issu de ce mouvement et sera présidé par Georges Nahouda. Le neveu de ce dernier, Marcel Henry, le transformera en Mouvement populaire mahorais. Ces partis vont s'opposer à l'indépendance de l'île de Mayotte vis-à-vis de la France (Mayotte étant française depuis 1841 par traité de cession), et appeler à son maintien au sein de la République française. Depuis le 31 mars 2011, après un long combat, Mayotte est devenue un Département d’outre-mer et une région d’outre-mer à assemblée délibérante unique de la République française.